# 추크주 (미크로네시아 연방)
추크주(State of Chuuk)는 미크로네시아 연방을 구성하는 4개 주 가운데 하나로 주도는 웨노이며 면적은 121.5km2, 인구는 48,654명(2010년 기준)이다. 추크 제도에 위치한다. 이전에는 트루크주(Truk)로 알려지기도 했다.

## 역사

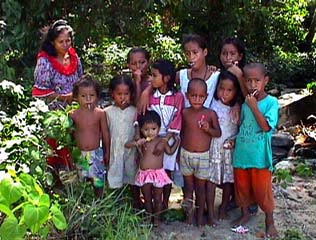
사탕을 먹고 있는 추크족들

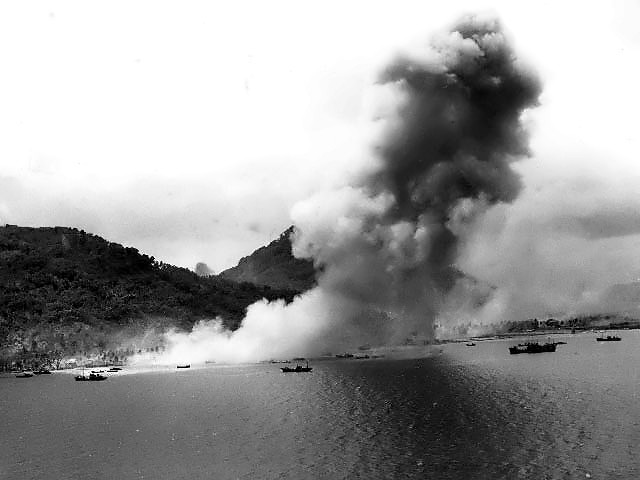
두블론섬의 일본 제국 해군 기지를 공습하는 모습

### 식민지 이전
추크에 최초로 정착한 민족은 멜라네시아의 라피타 문화 출신의 오스트로네시아족으로 추정된다. 고고학 연구에 따르면 페판섬과 웨네 제도에 기원전 2세기~기원후 1세기 사이에 인간이 최초로 정착하였다. 이후 증거에 따르면 추크 문화가 형성되던 14세기 경, 추크 전역에 광범위한 정착촌이 건설되었다.

### 유럽인의 방문
유럽인이 기록한 추크에 대한 최초의 기록은 스페인 제국의 항해사인 알바로 데 사베드라 세론이 남긴 기록이다. 세론은 1528년 8월~9월 사이 플로리다호를 타고 추크를 발견하여 기록을 남겼다. 이후 1565년 1월 15일, 스페인 제국의 항해사인 알론소 데 아렐라노가 갈레온선 파타체 산 루카스호를 타고 추크에 정박하여 추크족과 접촉하였다.
두 기록을 통해 유럽에 알려진 추크는 16세기~19세기까지 지속적으로 가톨릭교회 소속 유럽의 상인들과 선교사가 방문하였다.

### 스페인의 식민지화
캐롤라인 제도의 일부인 추크는 19세기 후반에 스페인 제국이 영유권을 주장하기 시작했다. 그러나 스페인의 영유권 주장은 명목상 주장에 불과했고, 독일령 뉴기니에 편입될 때까지 스페인인 정착촌은 생겨나지 않았으며 추크족은 전통적 생활을 이어나갔다.

### 독일의 식민지배와 제1차 세계 대전
추크는 스페인이 미국-스페인 전쟁으로 인해 아시아의 주요 식민지인 필리핀 도독부을 잃은 후 태평양에서 철수한 후인 1899년 독일 제국에 매각되었다. 독일 제국은 추크를 독일령 뉴기니에 편입시켰다.
제1차 세계 대전 중 연합국으로 참전했던 일본 제국은 독일 제국의 동아시아 함대를 추적하여 공격하고, 태평양과 인도양의 연합국 무역로를 보호하는 임무를 수행하였다. 이 작전을 통해 일본 제국은 1914년 10월까지 마리아나 제도, 추크를 포함한 캐롤라인 제도, 마셜 제도, 팔라우를 점령하였다. 제1차 세계 대전 종전 이후 추크는 일본 제국의 영토가 되었다.

### 일본의 식민지배와 제2차 세계 대전
제2차 세계 대전이 발발하고 일본 제국이 추축국으로 참전하자 미국을 비롯한 연합국은 일본 제국의 식민지였던 추크를 공격하기 시작했다. 당시 추크 라군에는 '일본의 진주만'이라고 불릴 정도로 많은 양의 군용 선박이 정박해 있었는데, 미국은 이곳에서 헤일스톤 작전을 개시하여 일본 제국 해군 전력에 큰 타격을 입혔다.

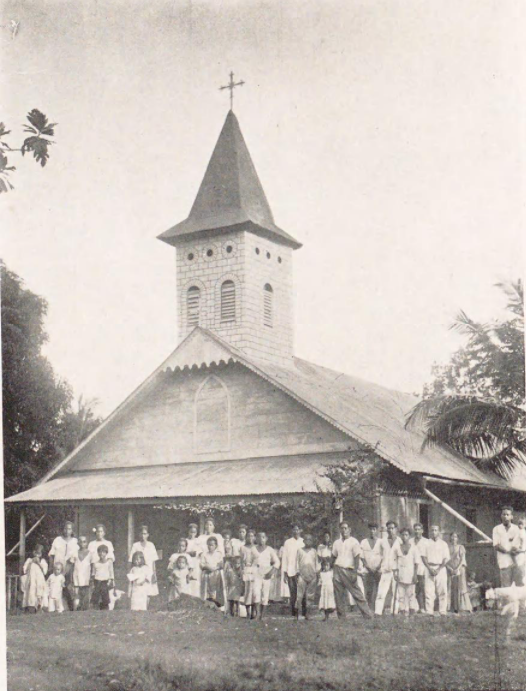
토노와스섬의 성당

### 태평양 제도 신탁통치령
제2차 세계 대전 종전 이후 추크는 폰페이주, 야프주, 코스라에주, 마셜 제도 등 태평양의 여러 지역과 함께 태평양 제도 신탁통치령에 속하게 되었다. 당시 추크는 태평양 제도 신탁통치령의 6개 지구 중 하나였다. 1986년 11월 3일, 미국이 태평양 제도 신탁통치령에 대한 통치권을 관할권이 만료되며 추크는 미크로네시아 연방을 구성하게 되었다.

### 미크로네시아 연방
추크는 1979년 폰페이, 야프, 코스라에와 함께 미크로네시아 연방을 구성하였으며, 1986년 11월 3일, 미국과 맺은 자유 연합 협약에 따라 미크로네시아 연방으로 독립하였다.
최근 추크주에서는 파이추크을 중심으로 분리주의가 확산되고 있다. 본래 2015년에 추크족 독립 국민투표가 개최될 예정이었으나 세 차례 연기되며 현재까지도 개최되지 않고 있다.

## 지리

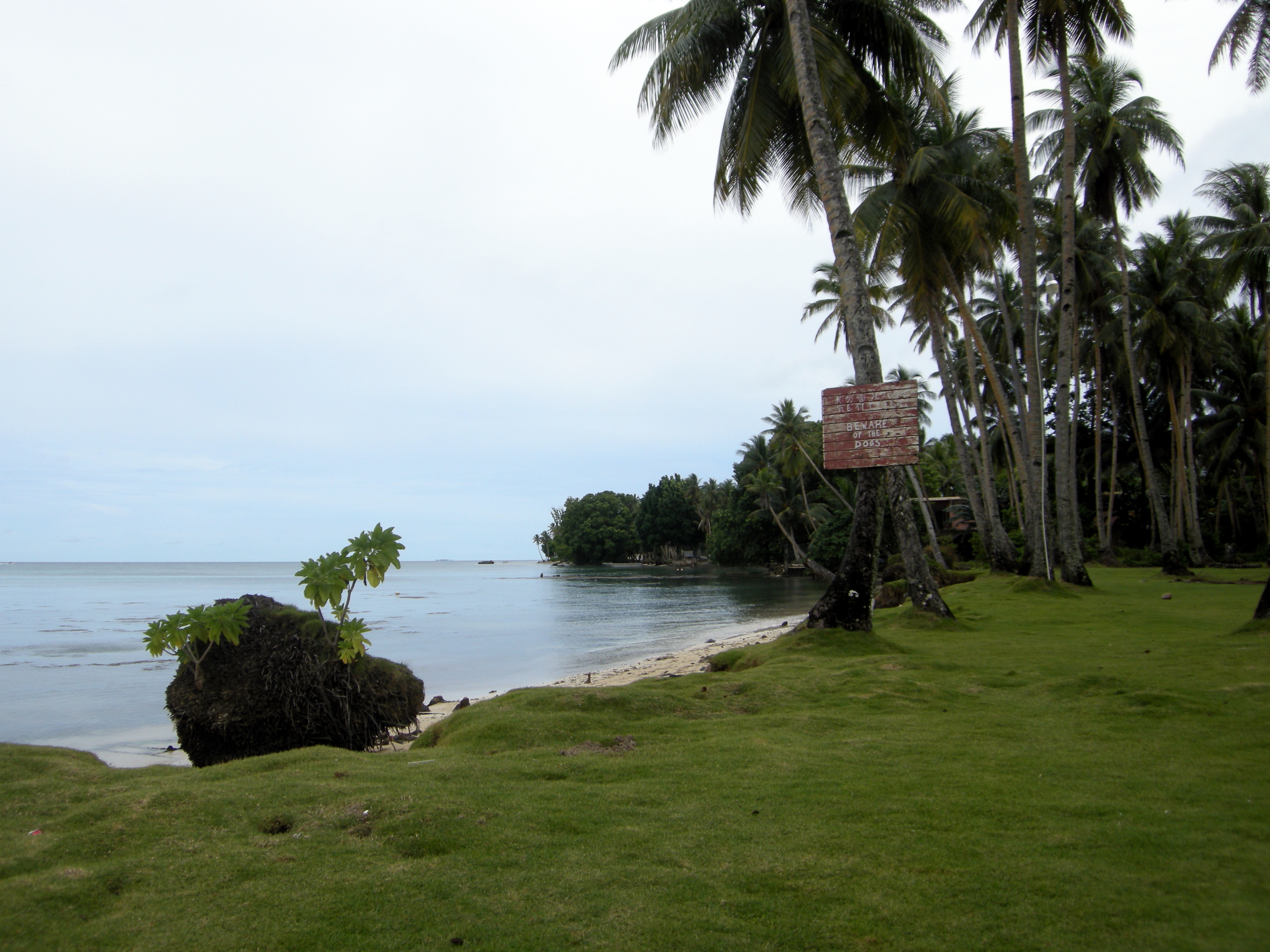
추크주의 웨노섬

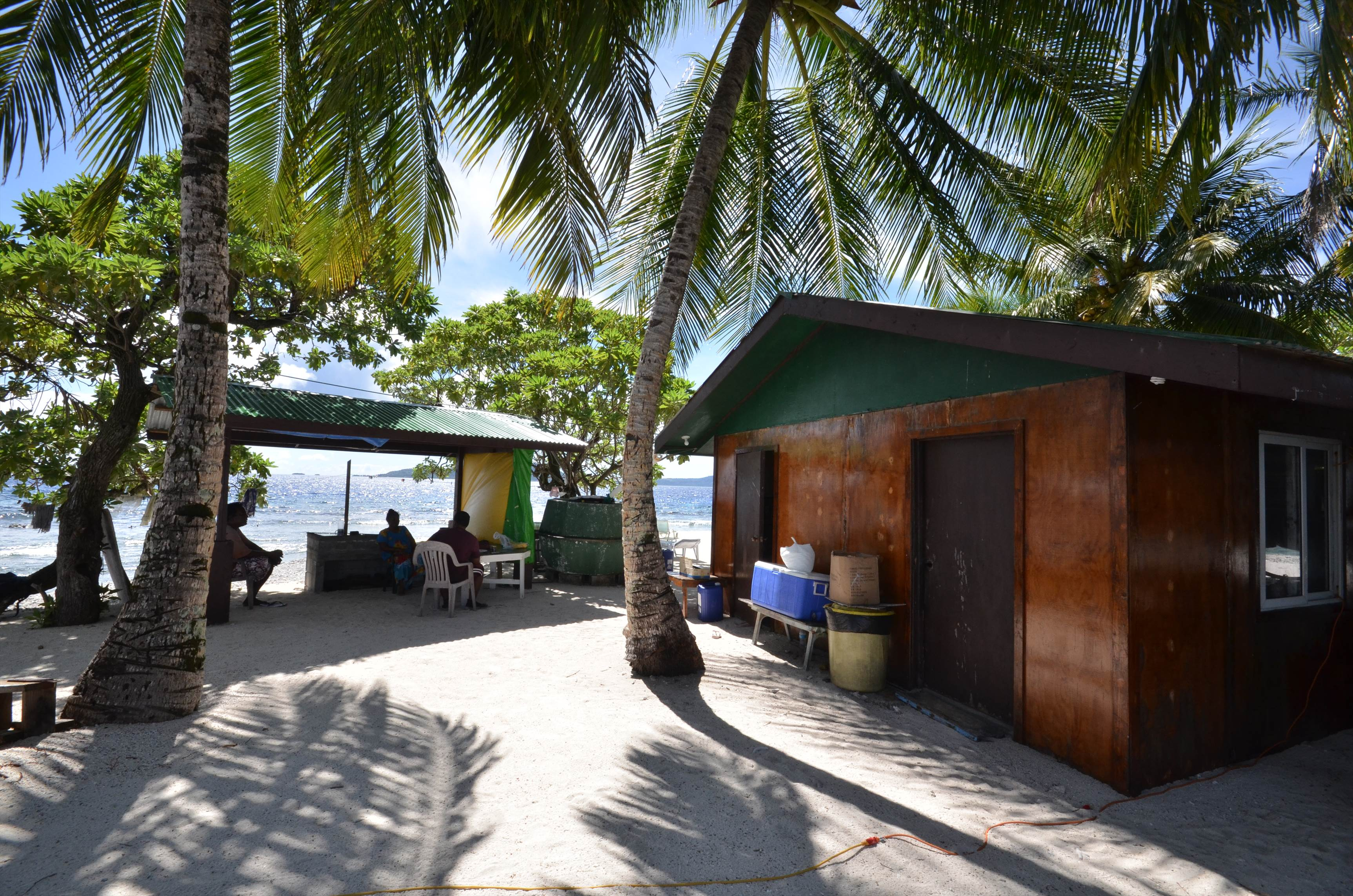
추크주의 지프섬

서쪽으로는 야프주, 동쪽으로는 폰페이주가 위치해 있다.
추크주의 중심지는 추크 라군으로, 석호에 위치한 작은 산지형 섬들이 구성하고 있는 군도이다. 추크 라군은 파이추크와 노모네아스로 분류할 수 있다.
추크 라군은 남동쪽으로 사타완 환초, 북쪽으로 홀 제도, 북서쪽으로 나모누이토 환초, 서쪽으로 파티우 지역 등 인구가 적은 여러 도서 지역과 인접하여 있다. 파티우 지역에는 태평양 문화를 가장 잘 보존하고 있는 것으로 손꼽히는 섬들이 모여 있다. 추크 도서 섬들에는 풀랍, 타마탐, 폴루왓등의 섬들이 위치하고 있다. 이러한 도서 제도의 섬들에는 전통 항해사들이 거주하는데, 특히 폴루왓과 폴랍은 태평양에서 가장 뛰어난 전통 항해사와 전통 아웃리거 보트를 보유한 곳으로 여겨진다. 파티우 지역의 섬들과 야프섬 일부에는 웨리옝과 팔루슈라는 두 개의 폴리네시아 전통 항해 학교가 있다.
파티우 지역 서쪽은 정기 교통수단이 부족하여 방문하기 까다롭다.
추크주는 시드니 중심업무지구를 포함한 시드니의 동쪽 지역과 경도와 같다.

### 기후
| Weno, Chuuk의 기후                            | Weno, Chuuk의 기후 | Weno, Chuuk의 기후 | Weno, Chuuk의 기후 | Weno, Chuuk의 기후 | Weno, Chuuk의 기후 | Weno, Chuuk의 기후 | Weno, Chuuk의 기후 | Weno, Chuuk의 기후 | Weno, Chuuk의 기후 | Weno, Chuuk의 기후 | Weno, Chuuk의 기후 | Weno, Chuuk의 기후 | Weno, Chuuk의 기후 |
| 월                                            | 1월                | 2월                | 3월                | 4월                | 5월                | 6월                | 7월                | 8월                | 9월                | 10월               | 11월               | 12월               | 연간               |
| --------------------------------------------- | ------------------ | ------------------ | ------------------ | ------------------ | ------------------ | ------------------ | ------------------ | ------------------ | ------------------ | ------------------ | ------------------ | ------------------ | ------------------ |
| 역대 최고 기온 °C (°F)                        | 33 (91)            | 32 (90)            | 32 (90)            | 33 (92)            | 33 (91)            | 33 (92)            | 33 (92)            | 33 (92)            | 34 (93)            | 33 (92)            | 33 (91)            | 33 (91)            | 34 (93)            |
| 일평균 최고 기온 °C (°F)                      | 29.9 (85.8)        | 29.9 (85.8)        | 30.2 (86.4)        | 30.4 (86.7)        | 30.7 (87.3)        | 30.7 (87.3)        | 30.6 (87.1)        | 30.7 (87.3)        | 30.7 (87.3)        | 30.7 (87.3)        | 30.7 (87.3)        | 30.2 (86.4)        | 30.4 (86.7)        |
| 일일 평균 기온 °C (°F)                        | 27.4 (81.3)        | 27.5 (81.5)        | 27.6 (81.7)        | 27.7 (81.9)        | 27.8 (82.0)        | 27.7 (81.9)        | 27.4 (81.3)        | 27.4 (81.3)        | 27.5 (81.5)        | 27.6 (81.7)        | 27.7 (81.9)        | 27.6 (81.7)        | 27.6 (81.7)        |
| 일평균 최저 기온 °C (°F)                      | 24.9 (76.8)        | 25.0 (77.0)        | 25.1 (77.2)        | 25.0 (77.0)        | 24.9 (76.8)        | 24.6 (76.3)        | 24.2 (75.6)        | 24.2 (75.6)        | 24.2 (75.6)        | 24.3 (75.7)        | 24.6 (76.3)        | 25.0 (77.0)        | 24.7 (76.5)        |
| 역대 최저 기온 °C (°F)                        | 21 (69)            | 21 (70)            | 22 (71)            | 22 (71)            | 21 (70)            | 21 (70)            | 21 (70)            | 21 (70)            | 20 (68)            | 19 (66)            | 21 (70)            | 21 (70)            | 19 (66)            |
| 평균 강수량 mm (인치)                         | 228 (8.98)         | 163 (6.42)         | 230 (9.05)         | 291 (11.46)        | 354 (13.94)        | 301 (11.84)        | 365 (14.37)        | 350 (13.77)        | 307 (12.07)        | 361 (14.23)        | 282 (11.10)        | 293 (11.55)        | 3,525 (138.78)     |
| 평균 강수일수 (≥ 1.0 mm)                      | 14.8               | 12.2               | 14.9               | 16.2               | 21.2               | 20.3               | 20.8               | 21.0               | 18.6               | 20.0               | 20.0               | 18.8               | 218.8              |
| 평균 상대 습도 (%)                            | 78.7               | 77.7               | 78.7               | 81.0               | 82.6               | 82.9               | 83.9               | 83.2               | 83.0               | 83.1               | 81.9               | 80.8               | 81.6               |
| 평균 월간 일조시간                            | 195.3              | 197.8              | 217.0              | 195.0              | 192.2              | 180.0              | 195.3              | 195.3              | 177.0              | 161.2              | 162.0              | 167.4              | 2,235.5            |
| 출처 1: Hong Kong Observatory (sun 1961–1990) |                    |                    |                    |                    |                    |                    |                    |                    |                    |                    |                    |                    |                    |
| 출처 2: NOAA                                  |                    |                    |                    |                    |                    |                    |                    |                    |                    |                    |                    |                    |                    |

## 인구
추크는 미크로네시아 연방의 행정구역 중 가장 인구가 많다. 2000년 4월 1일 실시된 인구 조사에서 추크주의 인구는 53,595명으로 기록되었고, 이는 폰페이주의 34,486명, 야프주의 11,241명, 코스라에주의 7,686명보다 많은 수치였다. 2010년 4월 4일 실시된 인구 조사에서 추크주의 인구는 48,654명이었고, 이는 폰페이주의 36,196명, 야프주의 11,377명 , 코스라에주의 6,616명보다 많은 수치였다.

### 종교
추크주의 인구 대부분은 16세기부터 시작된 선교사들의 선교 활동으로 기독교를 믿고 있다. 스페인 식민지 시대에 가톨릭교가 들어왔고, 그 후 다양한 개신교 집단이 우후죽순 들어오기 시작했다. 예수회 뉴욕 교구는 추크주의 웨노섬에 선교 학교를 운영하고 있다. 하비에르 고등학교는 과거 일본의 통신 센터였던 곳에 자리 잡고 있는 남녀공학 선교 학교이다. 미크로네시아 연방과 팔라우, 마셜 제도 출신 학생들이 재학 중이다. 교사들은 대체로 예수회 또는 평신도이며, 미크로네시아, 미국, 인도네시아, 일본, 오스트레일리아 출신이다.
추크는 기독교 신자가 압도적으로 많지만, 전통적 영매에 대한 믿음은 여전히 존재한다. 전설에 따르면, 이러한 영매들은 매우 높은 확률 여성에게 빙의하며, 빙의는 대개 가족 갈등으로 인해 발생한다.

### 언어
추크주에 거주하는 대다수는 추크어를 사용한다.

## 정치
추크주는 미크로네시아 연방의 4개 연방주 중 하나이다. 연방 구성국으로서 각 주는 연방주가 보유하고 있는 일정 수준의 자치권을 부여받는다. 추크주의 최고 행정 책임자는 주지사이다. 추크주는 양원제 자치 의회를 운영하고 있다.

## 관광
추크주는 미크로네시아 연방에서 관광객이 가장 많이 방문하는 주이다. 그러나 관광 자원은 상대적으로 저개발 상태이다. 2016년에 발표된 미크로네시아 연방의 추크 개발 계획에서 밝힌 바에 따르면, 추크주의 관광 개발을 불리하게 만든 요인에는 인프라 부족, 특히 섬 간 비정기적인 배 노선과 웨노를 제외한 모든 섬에서의 정기적인 전기 공급 부족이 원인이었다. 한편 해당 보고서에서는 추크주의 해양 생물 다양성과 해안 인근의 2차 세계 대전 중 침몰한 난파선 잔해 등 추크주는 수중 관광 자원이 풍부하다고 밝혔다.
1944년 미국의 헤일스톤 작전으로 추크 라군은 오늘날 세계 최대 규모의 수중 군사 묘지가 되었으며, 전 세계의 다이버들을 끌어들이고 있다. 그러나 이러한 관광 자원은 어업 등 복합적 요인으로 훼손될 위기에 처해있다.

## 같이 보기
- 야프주
- 폰페이주